# Minimo
Minimo — браузер, адаптированный для переносных устройств (КПК и тому подобные). Основан на движке Gecko.
31 марта 2007 года вышел финальный релиз Minimo 0.2 для Windows Mobile. В новой версии добавлена поддержка табов, улучшенный интерфейс и поддержка Windows Mobile 5.
В 2007 году появился конкурирующий проект мобильного браузера на Gecko — MicroB, существующий для Maemo и использующий изменённый движок. Он работает существенно быстрее Minimo.
В данное время проект не развивается, так как Mozilla Foundation активно разрабатывает мобильную версию браузера Firefox — Fennec.